# Ереванский городской совет
Ерева́нский городско́й сове́т (арм. Երևան քաղաքի ավագանի, буквально «совет старейшин») — орган законодательной власти города Еревана, столицы Армении. Статус и полномочия совета определяются Законом Республики Армения «О местном самоуправлении в городе Ереване». Состоит из 65 депутатов, избираемых пропорционально по партийным спискам. Главой городского совета является мэр Еревана.
Совет контролирует работу городских органов и принимает решения по землепользованию, а также по ряду других вопросов. Городской совет также отвечает за утверждение городского бюджета.
С момента формирования горсовета в 2009 году доминирующей силой в нём являлась «партия власти» — Республиканская партия Армении, она же являлась единственной партией, представители которых были в первых трёх созывах совета.
В результате выборов в городской совет в 2018 году, политический альянс «Мой шаг» под руководством действующего премьер-министра Никола Пашиняна одержал победу, получив более 81 % голосов. В городской совет также прошли партии «Процветающая Армения» и «Светлая Армения», заручившись поддержкой 7 % и 4 % горожан соответственно. Крупнейшая до революции Республиканская партия Армении в выборах не участвовала.
В 2023 году на очередных выборах в Совет старейшин порог пересекли следующие партии и предвыборные блоки: «Гражданский договор», «Республика», «Национальный прогресс», блок «Мать Армения» и «Общественный голос».

## Выборы
Выборы депутатов городского совета проходят раз в 4 года. Система выборов — пропорциональная, избиратели голосуют за партийные списки. Одно и то же лицо не может быть включено в список после трёх подряд сроков депутатства, но после четырёхлетнего перерыва вновь может участвовать в выборах и быть избранным. Первый номер в списке партии, набравшей более 40 % голосов, становится мэром Еревана; если ни одна из партий не набрала 40 %, то совет выбирает его отдельно. В настоящее время мэром является избранный по списку партии «Гражданский договор» Тигран Авинян. Его фракция заключила коалиционное соглашение с фракцией партии «Республика».
- Выборы в Ереванский городской совет (2009)
- Выборы в Ереванский городской совет (2013)
- Выборы в Ереванский городской совет (2017)
- Выборы в Ереванский городской совет (2018)
- Выборы в Ереванский городской совет (2023)

## Комиссии
В городском совете функционируют 4 комиссии:
- Комиссия по финансово-кредитным и экономическим вопросам
- Комиссия по правовым вопросам
- Комиссия по вопросам градостроительства и землепользования
- Комиссия по вопросам культуры, образования и социального обеспечения

## Здание

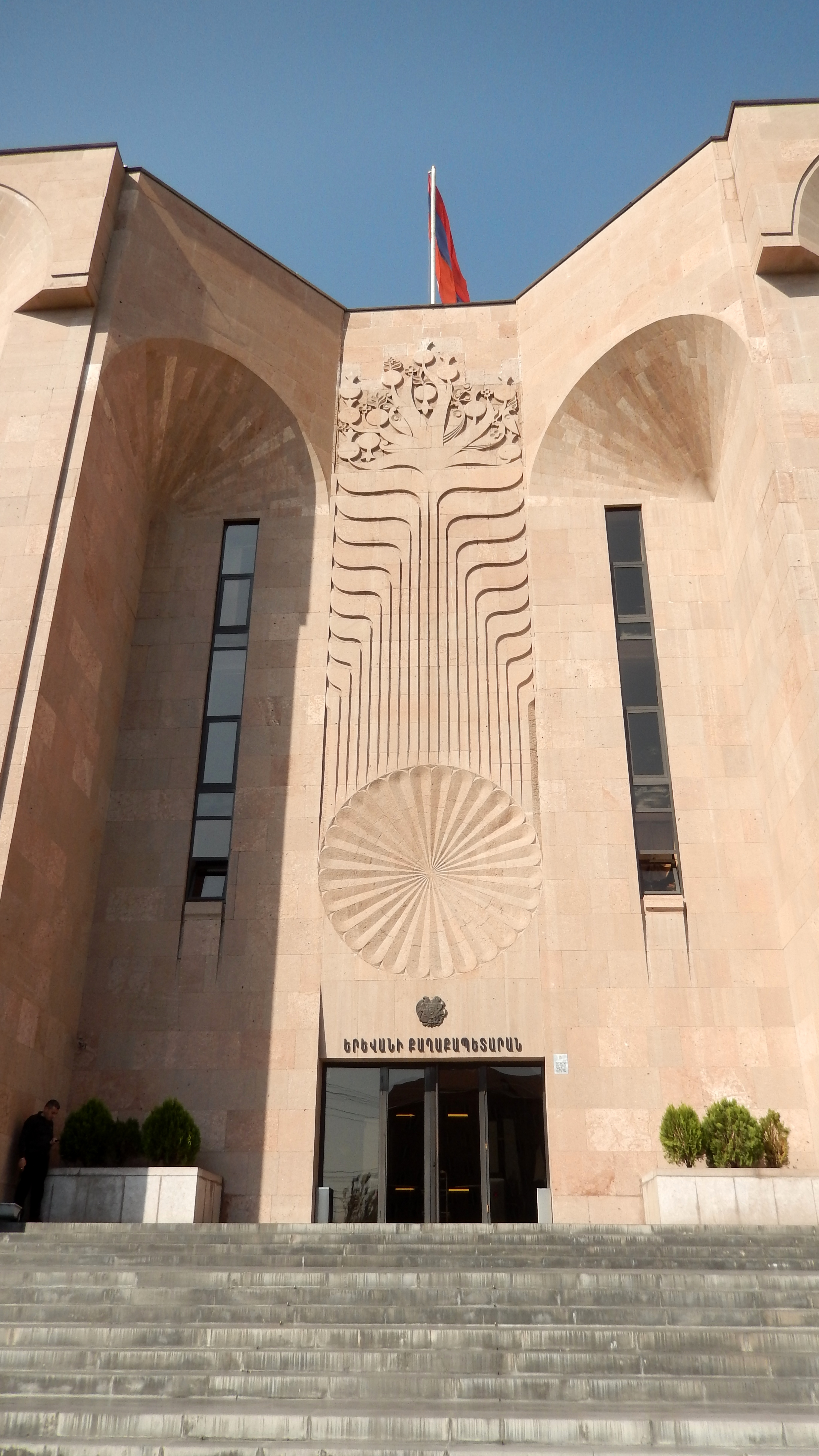
Парадный вход

Здание мэрии Еревана, в котором происходят заседания городского совета, расположено напротив Ереванского винного завода на улице Аргишти в районе Кентрон, его фасад выходит на площадь России. Строительство здания было завершено в ноябре 2004 года в период мэра Ерванда Захаряна, стоимость составила 3,1 млрд драмов. Первоначально ратуша была спроектирована архитектором Джимом Торосяном. Строительство было начато в начале 1980-х годов, но было прекращено в 1991 году из-за финансовых трудностей. До 2003 года недостроенное здание стояло заброшенным.
Ратуша представляет собой пятиэтажное здание общей площадью 13 500 м2. Главный вход увенчан традиционным армянским символом в виде бесконечных кругов, представляющих вечность, и древним армянским деревом Кенац цар, символизирующим жизнь. Здание имеет прямоугольную часовую башню высотой 47 метров с надписью «ԵՐԵՎԱՆ» (ЕРЕВАН), украшенной традиционными орнаментами. Башня окружена стеклянными стенами наверху. Музей истории города Еревана расположен в западной пристройке.